# Johann Philipp Heinius
Johann Philipp Heinius (* 6. Januar 1688 in Kassel; † 8. August 1775 in Berlin) war ein deutscher Philosoph und Direktor der Philosophischen Klasse der Preußischen Akademie der Wissenschaften.

## Leben
Heinius studierte in Bremen und ging anschließend nach Halle, wo er am reformierten Gymnasium eine Lehrstelle als Professor antiquitatum sacrarum et historiae ecclesiasticae erhielt. 1729 wurde er in Frankfurt (Oder) in Theologie promoviert. 1730 wechselte er nach Berlin und wurde dort Rektor des Joachimthalschen Gymnasiums. Diese Stellung hatte er bis 1768. 1730 wurde er zum ordentlichen Mitglied der Preußischen Akademie der Wissenschaften gewählt. Ab Januar 1744 bis zu seinem Tode 1775 war er Direktor der Philosophischen Klasse der Akademie. Da ab 1759 die Akademie nicht mehr von einem Präsidenten geleitet wurde (dieses Amt wurde erst wieder 1939 eingeführt), bestimmten bis zur Akademiereform 1812 die Direktoren der Klassen die Geschäfte der Akademie. Er hatte daher eine dem Präsidenten gleichrangige Stellung an der Preußischen Akademie. In seinen wissenschaftlichen Abhandlungen beschäftigte er sich unter anderem mit griechischen Philosophen (Anaxagoras, Epikur).